# Maglenka
Maglenka (Clitocybe nebularis), još zvana i sniježnica, vrsta je uvjetno jestive gljive iz porodice Tricholomataceae.

## Opis
Klobuk je širine 6-20 cm, mesnat, maglenosive boje. Najprije je zvonolik, poslije konveksan s uvrnutim rubom, potom ravan i naposljetku saizvinutim i vijugavim obodom. Posut je sivkastim prahom (maglica) koji se lako briše. Kožica se lako guli. Listići su brlo gusti, pomiješani s kraćima. Spuštaju se niz stručak. U početku su blijedožućkaste boje, a kasnije rumenkasti. Lako se odvajaju od mesa klobuka. Stručak je visine 6-15 cm. Mesnat je, pun, elastičan, spužvast. Smeđesive je boje, a ponekada rumenkast. Pri vrhu je tanji, a pri dnu je zadebljan. Meso je bijele boje i manje-više vlaknasto. Ima vrlo jak i neodređen zadah. Okus mu je trpak.
Spore su žućkaste, ovalnog oblika veličine 6-8x3-4 µm.
Jestiva je vrsta, ali je zbog jakom mirisa i okusa dvojbena delikatesa. Moguće je da sadrži termolabilne toksine koji se kuhanjem uništavaju.
Meso maglenke sa sulfovanilinom trenutačno postane prolazno ljubičastocrvenio. Fenolom posmeđi, dok dušičnom kiselinom prvo pocrveni, a zatim postane grimizno.

## Rasprostranjenost
Maglenka se može naći u Europi i Sjevernoj Americi. Ova gljiva raste u kasnu jesen u crnogoričnim i bjelogorilčnim šumama. Pojavljuju se u velikim skupinama u krugovima ili linijama.

## Jestivost,slične vrste
Maglenka je teško probavljiva, te zbog toga nije preporučljiva ljudima osjetljiva želuca. Francuski mikolog Marchand preporučao je branje samo mladih primjeraka, te prokuhavanje gljive i bacanje vode u kojoj se kuhala. Gljiva sadrži i antibiotik nebularin, koji se smatra otrovnim,tako da se danas konzumacija iste više ne preporuča.
Raste u kasnu jesen u velikim skupinama, cik-cak linijama ili krugovima kao i modrikača (Clitocybe nuda). Može narasti vrlo velika, promjera klobuka i do 25 cm. Ako se obrati pažnja na morfološke značajke, zamjena s otrovnim vrstama nije moguća. Otrovna olovasta rudoliska (Entoloma sinuata) joj dosta sliči, ali ona ima prvo blijede, te na kraju crvenkaste listiće i klobuk sivosvilenkaste boje.kao i vrlo nepravilan i debeo stručak. Ponekada se pojavi bojela forma maglenke.

## Galerija
- Klobuk maglenke
- Listići maglenke

## Vanjske poveznice

### Sestrinski projekti
|  | Zajednički poslužitelj ima stranicu o temi Clitocybe nebularis    |
|  | Zajednički poslužitelj ima još gradiva o temi Clitocybe nebularis |